# Cyclothyas
Cyclothyas är ett släkte av kvalster. Cyclothyas ingår i familjen Hydryphantidae.
Kladogram enligt Catalogue of Life:
| Cyclothyas | \| \| Cyclothyas heterospinus \| \| \| \| \| \| Cyclothyas mirabilis \| \| \| \| \| \| Cyclothyas siskiyouensis \| \| \| \| |
|            | \| \| Cyclothyas heterospinus \| \| \| \| \| \| Cyclothyas mirabilis \| \| \| \| \| \| Cyclothyas siskiyouensis \| \| \| \| |
|            | Cowichania |
|            | |
|            | Euwandesia |
|            | |
|            | Hydryphantes |
|            | |
|            | Notopanisus |
|            | |
|            | Cyclothyas heterospinus |
|            | |
|            | Cyclothyas mirabilis |
|            | |
|            | Cyclothyas siskiyouensis |
|            | |

|  | Cyclothyas heterospinus  |
|  |                          |
|  | Cyclothyas mirabilis     |
|  |                          |
|  | Cyclothyas siskiyouensis |
|  |                          |